# Chiropterotriton chondrostega
Chiropterotriton chondrostega är en groddjursart som först beskrevs av Taylor 1941.  Chiropterotriton chondrostega ingår i släktet Chiropterotriton och familjen lunglösa salamandrar. IUCN kategoriserar arten globalt som starkt hotad. Inga underarter finns listade i Catalogue of Life.